# Томи од бензиската пумпа
„Томи од бензиската пумпа” је југословенски и македонски ТВ филм из 1979. године. Режирао га је Јане Петковски а сценарио је написао Горан Стефановски.

## Улоге
| Глумац               | Улога |
| -------------------- | ----- |
| Емилија Андреевска   |       |
| Братислав Димитров   |       |
| Стојна Костовска     |       |
| Костадинка Велковска |       |